# Eugen Wiskott
Eugen Wiskott (* 19. Dezember 1867 in Dortmund; † 24. Februar 1937 in Ebenhausen/Oberbayern) war ein deutscher Montanist.
Wiskott, der einer Kaufmannsfamilie entstammte, studierte Bergbau an den Technischen Universitäten München und Berlin und an der Bergakademie Berlin. Im Zeitraum 1900–1906 war er Berginspektor und Bergwerksdirektor im Dortmunder Steinkohle-Revier sowie in Oberschlesien. Er wurde dann Leiter der Bergwerksgesellschaft Hermann in Bork/Kreis Lüdinghausen. Nach dem Ersten Weltkrieg wurde er als Zweiter Vorsitzender des Vereins für die bergbaulichen Interessen und des Zechenverbandes mit der Führung von Tarifverhandlungen und der Wahrung der Arbeitgeberinteressen in der Knappschaft betraut. 1923 nahm er an den Verhandlungen der Sechserkommission bei den Micum-Verträgen teil. 
Wiskott war Vorstandsmitglied des Reichsverbandes der Deutschen Industrie und des Vorläufigen Reichswirtschaftsrats der Weimarer Republik sowie Zweiter Vorsitzender des Verbandsausschusses des Ruhrsiedlungsverbandes.